# Воронцовский район
Воронцовский район — административно-территориальная единица в Центрально-Чернозёмной и Воронежской областях РСФСР, существовавшая в 1928-1960 годах. Административный центр — село Воронцовка.
Район был образован 30 июля 1928 года в составе Россошанского округа Центрально-Чернозёмной области. В него вошла территория бывшей Воронцовской волости Павловского уезда Воронежской губернии.
После упразднения Центрально-Чернозёмной области 13 июня 1934 года район вошёл в состав вновь образованной Воронежской области.
21 марта 1960 года Воронцовский район был упразднен, его территория разделена между Бутурлиновским и Павловским районами.